# Asukai Masatsune
Asukai Masatsune (飛鳥井雅経; 1170 – 5 aprile 1221) è stato un poeta giapponese waka del primo periodo Kamakura.
È designato come membro dei Trentasei nuovi immortali della poesia (新三十六歌仙 Shin Sanjūrokkasen). Era anche un abile giocatore di kemari e una delle sue poesie fu inclusa nell'Ogura Hyakunin Isshu.

## Biografia
Suo padre è Nanba Yoritsune (Fujiwara no Yoritsune), appartenente al ramo Fujiwara Hokke del clan Fujiwara, sua madre è la figlia di Minamoto no Akimasa. È un membro fondatore del clan Asukai.
Nel 1180, gli fu conferito il titolo di nobile e fu nominato ciambellano. Suo padre era contrario allo shogunato Kamakura e fu esiliato, mentre lui stesso fu gentilmente ricevuto dallo shōgun Minamoto no Yoriie figlio di Minamoto no Yoritomo. Sposò la figlia di Ōe no Hiromoto, Mandokoro e Bettō dello shogunato Kamakura. Fu poi servitore dell'imperatore Go-Toba e nel 1218 ottenne il titolo di jusanmi e nel 1220 quello di sangi.
Tra i suoi nipoti c'era il poeta Masaari. Lasciò una collezione privata, l'Asukai-shū, che fu curata postuma da suo nipote nel 1292. Ventidue sue poesie furono incluse nello Shin Kokin Wakashū e un totale di 134 nelle antologie imperiali.

## Carriera politica
Masatsune servì tre imperatori, Go-Toba, Tsuchimikado e Juntoku, oltre a lavorare sotto lo shogunato Kamakura.

## Opera poetica
Masatsune studiò waka sotto Fujiwara no Shunzei e dal 1201 prestò servizio nel Poetry Bureau (和歌所, Waka-dokoro). Ha servito come uno dei compilatori dello Shin Kokin Wakashū, insieme al figlio di Shunzei, Teika. Circa ventidue sue poesie furono incluse nella collezione imperiale. Un totale di 134 delle sue poesie furono incluse in esso e in successive raccolte imperiali. Compilò anche una collezione privata di waka, l'Asukai-shū (明日香井集, chiamato anche Asukai Wakashū, 明日香井和歌集), che fu curata da suo nipote Masaari nel 1292.
La seguente sua poesia è stata inclusa come n. 94 nel famoso Ogura Hyakunin Isshu di Teika:
(Hyakunin Isshu n°94)